# Етър-2 (Велико Търново)
„Етър-2“ е български футболен отбор от Велико Търново.

## История
В началото на сезон 1999/2000 за президент на ФК Етър е избран Пламен Радонов, дотогава заместник-министър на отбраната на военноикономические въпроси. Избран е нов управителен съвет. Новото ръководство решава клубът да има втори отбор, в който да се обиграват собствени юноши.
Основатели са: Племн Радонов, Иван Ангелов, Цанко Русев, Михаил Петков (Мишел), Марин Маринов, Костадин Костадинов и Емил Рашев.
Желанието на ръководството е да играе в Северозападната В група, но след като това не се случва новия отбор започва в А Областна футболна група. Първият официален мач е на 22 август 1999 г. е в село Овча могила. Там Етър-2 играе срещу местния „Пробив“ и губи с 0:4. В края на първенството отборът завършва трети след „Росица“ (Поликраище) и „Ивайло-97“ (Велико Търново).
През пролетта на 2000 година поради финансови причини отборът е разтурен. По същото време „Етър“ изпада от Б група - последно участие в 85-годишната история на клуба в професионалния футбол. .